# Stragi di Ziano, Stramentizzo e Molina di Fiemme
Le stragi di Ziano, Stramentizzo e Molina di Fiemme furono le ultime stragi naziste compiute in Italia tra il 2 e il 4 maggio 1945 durante la seconda guerra mondiale da parte delle SS: vi morirono 45 persone.
In realtà furono due gli episodi:
- a Ziano di Fiemme il 2-3 maggio 1945;
- a Stramentizzo e Molina di Fiemme il 3-4 maggio 1945.

## I fatti

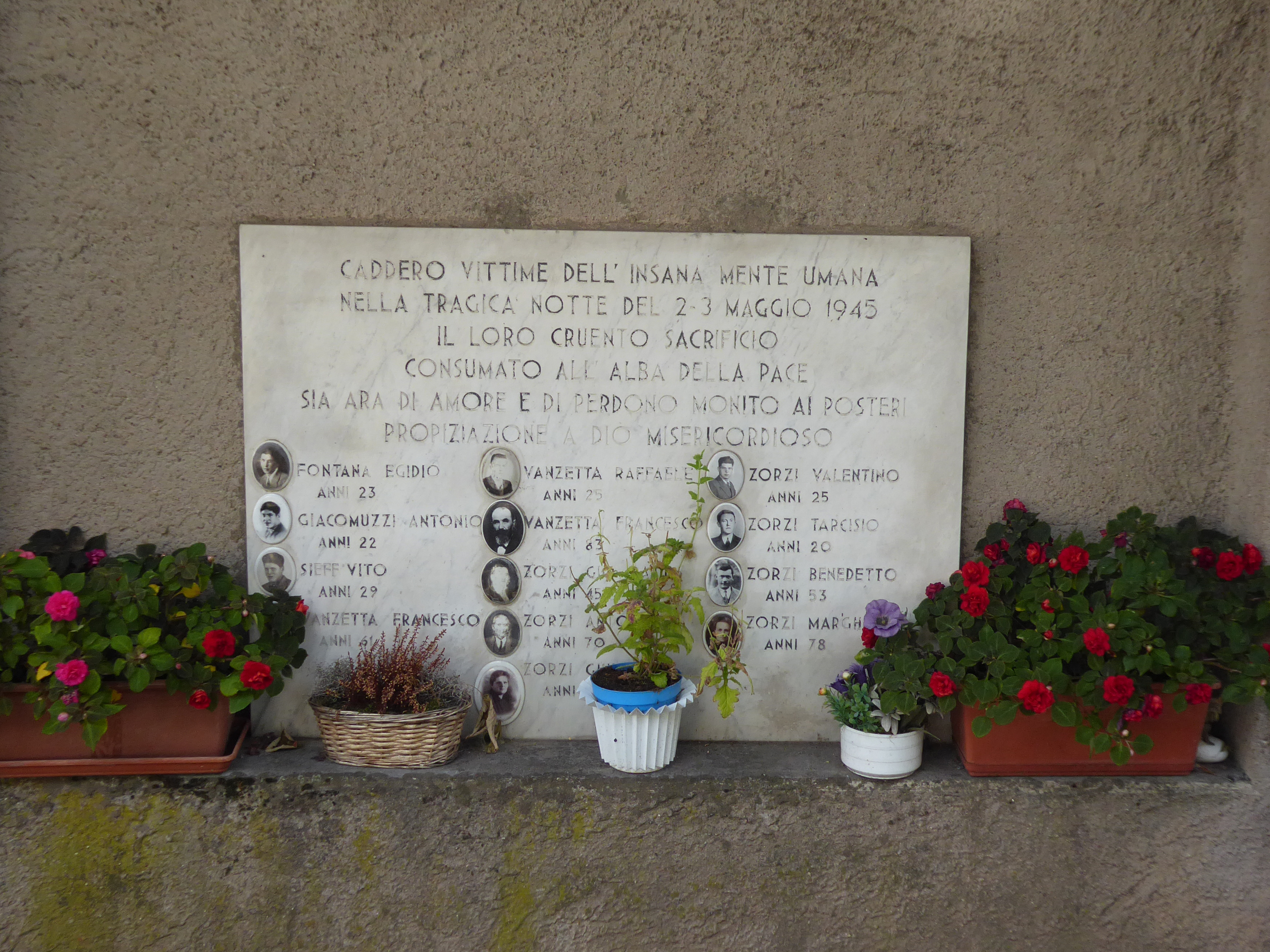
Lapide per le vittime civili di Ziano di Fiemme nel cimitero del paese

A quattro-cinque giorni dalla fine della guerra in Europa con la resa della Germania rispettivamente agli anglo-americani (8 maggio) e ai sovietici (9 maggio) durante la ritirata nella Zona d'operazioni delle Prealpi (Operationszone Alpenvorland - OZAV) si ebbe la crescita di una Resistenza effettuata dalle brigate partigiane. I tedeschi per contrapporvisi effettuarono rastrellamenti e interruppero le vie di comunicazione per il nemico.
Una pattuglia composta dai partigiani Franz Kollmann, disertore tedesco, e Carlo Tonini di Valfloriana, provenienti da Ziano, fermò una Kübelwagen con a bordo tre soldati appartenenti alle SS e decisero di disarmarli. Questi però non erano altro che l'avanguardia di un reparto della SS proveniente dal monte Altissimo che stava procedendo verso Predazzo dove si trovava la Gebirgskampfschule der Waffen-SS ovvero la scuola di guerra alpina delle SS. Giunsero in loco questi rinforzi e incominciarono a sparare contro i partigiani, procurando la morte di 13 persone e il ferimento di altre 14 oltre all'incendio di 16 abitazioni.
La sera del 3 maggio un nucleo di partigiani fermò un'auto appartenente alla Croce Rossa in località Miravalle, ma in realtà al suo interno vi erano soldati appartenenti alle SS; due di loro furono uccisi mentre un tenente medico venne solamente ferito. Tra le file dei partigiani, invece, ne morirono due. 
Probabilmente allertati dall'autista del mezzo, che riuscì a fuggire, alle 6 del giorno seguente una forza di SS giunse a Stramentizzo: per rappresaglia venne circondata la frazione dove spararono a 10 civili ed incendiarono varie case. Vennero uccisi 11 partigiani che avevano attaccato la colonna mentre il resto della popolazione scappò nel bosco per sfuggire alla morte.
Di seguito proseguirono per Molina e successivamente Castello di Fiemme. Giacinta Dallabona in Corradini che viveva nella prima casa del paese (oggi casa Weber) allertata da alcuni abitanti di Molina di Fiemme che stavano scappando verso Cavalese decise di far evacuare la popolazione di Castello di Fiemme: assieme all'aiuto di parenti e vicini decise di far allontanare tutti gli uomini, gli anziani ed i bambini. Le donne rimaste prepararono nel fienile della casa della Dallabona un abbondante pranzo accompagnato da musica e divertimento se necessario. Le SS arrivarono a Castello di Fiemme e vennero fermate ed accolte da questo gruppo di donne. Quello che accadde in quelle ore non venne mai raccontato ma i soldati ripartirono senza rastrellare e bruciare le case. 
Tuttavia, il giorno della ritirata dalla Val di Fiemme le truppe passarono davanti alla casa della Dallabona sparando sui muri della casa come monito se fossero ritornati. I colpi di mitragliatrice furono visibili a tutti fino agli anni '90, successivamente la casa venne risistemata e cancellati i segni del passaggio delle SS ma ne rimangono ancora testimonianze fotografiche.
Alcuni dei partigiani che parteciparono all'agguato di Stramentizzo vennero poi puniti in quanto ritenuti responsabili di aver scatenato la strage da parte delle SS, ma non si comprese chi fossero tali aggressori.